# بخش مرکزی شهرستان مرند
بخش مرکزی شهرستان مرند یکی از بخش‌های تابعه شهرستان مرند در استان آذربایجان شرقی در شمال غربی ایران است.

## تقسیمات کشوری
- بخش مرکزی شهرستان مرند
  - دهستان بناب
  - دهستان دولت‌آباد
  - دهستان زنوزق
  - دهستان کشکسرای
  - دهستان میشاب شمالی
  - دهستان هرزندات شرقی
  - دهستان هرزندات غربی

شهرها: زنوز، مرند، کشکسرای و بناب جدید.یامچی

## جمعیت
بنابر سرشماری مرکز آمار ایران، جمعیت بخش مرکزی شهرستان مرند در سال ۱۳۹۰ برابر با ۲۳۹۲۰۹ نفر بوده‌است.